# Missionario

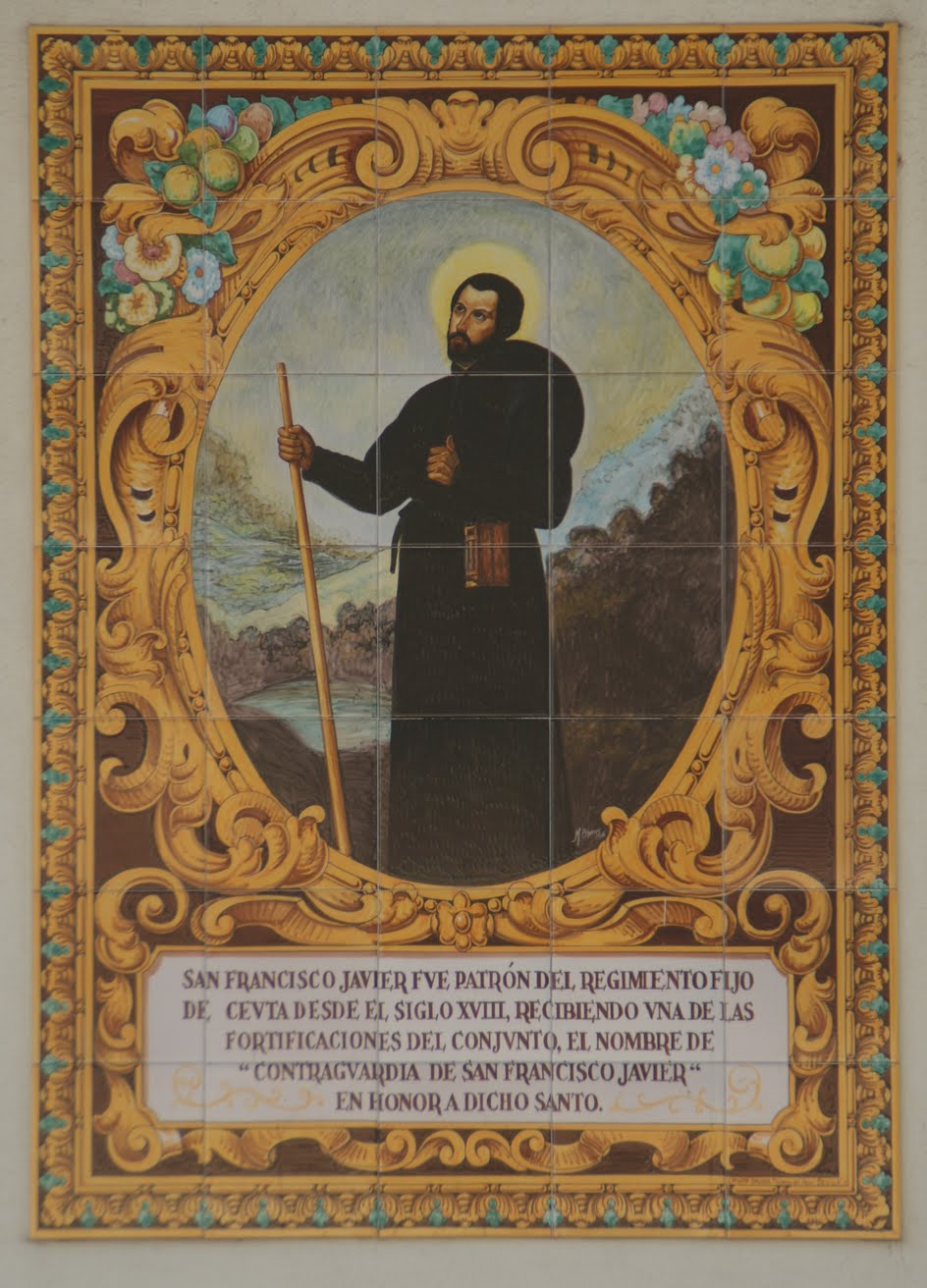
San Francesco Saverio missionario in Asia nel XVI secolo.

Un missionario è colui che si impegna a diffondere una religione in aree in cui non è ancora diffusa.

## Etimologia
Il termine "missione" prende corpo verso la metà del Cinquecento e sono i Gesuiti a promuoverne l'utilizzo: esso proviene dall'introduzione del quarto voto da parte di Ignazio di Loyola durante la costituzione della Compagnia di Gesù.
L'origine teologica del termine è la traduzione latina della parola greca apostolo.
Non sempre la diffusione della propria religione è il compito principale del missionario, specialmente quando questi operi in zone con elevata eterogeneità culturale.
Benché nell'accezione comune "missionario" riguardi prevalentemente il Cristianesimo, anche altre religioni con vocazione universale formano missionari che procedono nello stesso identico modo.

## Vocazione missionaria nella Bibbia
Il primo fondamento biblico delle missioni può essere ricercato nella Genesi 12,1-3, dove Abramo è benedetto da Dio perché attraverso egli e la sua discendenza siano benedetti tutti i popoli della Terra.
La vocazione missionaria dei cristiani è ben descritta dagli ultimi versi del Vangelo di Matteo 28,18-20:

## Missioni cristiane
L'opera missionaria cristiana è iniziata dallo stesso Gesù, anche oltre i confini d'Israele, ed è estesa poi agli apostoli ed ai discepoli.
I primi evangelizzatori diressero la loro attenzione alle comunità ebraiche dal bacino mediterraneo, per aprirsi poi anche ai gentili, cioè a non credenti di origine non ebraiche. Con l'impeto della prima ondata evangelizzatrice, la Chiesa si diffuse così in Medio Oriente, Africa settentrionale, Italia e Spagna, nonché all'interno dell'Asia.
Il termine "missionario" ha origine nel 1598 nelle spedizioni dei Gesuiti, dal latino missiones (nom. missio).

### Missionari cattolici
La Chiesa cattolica "per sua natura è missionaria, in quanto essa trae origine dalla missione del Figlio e dalla missione dello Spirito Santo", come affermato nel decreto Ad Gentes del Concilio Vaticano II. "Essa esiste per evangelizzare", afferma Paolo VI nell'esortazione apostolica Evangelii nuntiandi.
La Congregazione per l'Evangelizzazione dei Popoli, che ha origine con papa Gregorio XV nel 1622, è il dicastero che ha competenza per tutto quello che riguarda l'attività missionaria: dirige e coordina l'opera di evangelizzazione.
Fa parte della Congregazione anche l'Agenzia Fides, agenzia di stampa del Vaticano, che ha origine con Pio XI nel 1927 come prima Agenzia missionaria della Chiesa ed è tra le prime agenzie di stampa nel mondo.
Un apposito Comitato direttivo della suddetta Congregazione coordina anche le Pontificie Opere Missionarie, "strumento per la cooperazione alla missione universale della Chiesa nel mondo" in cui l'annuncio del Vangelo si fa anche intervento in aiuto del prossimo". Esse sono della Propagazione della Fede (1622), della Santa Infanzia (1843), di San Pietro Apostolo (1889), e la Pontificia Unione Missionaria (1916). In Italia, dal 2005, la Direzione nazionale fa parte della Fondazione Missio, organismo pastorale costituito dalla Conferenza Episcopale Italiana "al fine di sostenere e promuovere, anche in collaborazione con altri enti e organismi, la dimensione missionaria della comunità ecclesiale italiana"
Nel Cammino neocatecumenale, che si prefigge la riscoperta del Battesimo per riportare alla fede, vi sono attività missionarie quali le Famiglie in missione: nate nel 1986, esse danno la loro disponibilità per andare in qualunque parte del mondo, in modo gratuito.. Nel 2011 vi sono oltre ottocento "famiglie in missione".
La Chiesa cattolica ha aperto anche ai laici missionari ad gentes .
Ogni anno, la penultima domenica di ottobre, la Chiesa celebra la Giornata Missionaria Mondiale in favore dell'attività missionaria. Proposta nel 1926 dall'Opera della Propagazione della Fede a papa Pio XI, fu celebrata per la prima volta nel 1927.
L'attualità dell'attività missionaria della Chiesa è il tema della enciclica Redemptoris Missio di Giovanni Paolo II, nella quale si afferma anche che "la missione di Cristo redentore, affidata alla Chiesa, è ancora ben lontana dal suo compimento … Uno sguardo d'insieme all'umanità dimostra che tale missione è ancora agli inizi e che dobbiamo impegnarci con tutte le forze al suo servizio".

#### Organizzazione
Poiché la Chiesa solitamente si organizza su base territoriale, le missioni, specialmente nelle prime fasi, vennero prese in carico in gran parte da ordini e congregazioni, che sono più flessibili e "personali" rispetto alla gerarchia secolare. Nel corso del tempo nelle aree missionarie vengono fondate delle nuove strutture, spesso partendo da giurisdizioni speciali quali prefetture apostoliche o vicariati apostolici, che tendono a conseguire lo status di normali diocesi. Quando la giovane Chiesa viene considerata "cresciuta" viene stabilita una gerarchia vera e propria, organizzata in province ecclesiastiche.

#### Martiri nell'attualità
Il 7 maggio 2000 si è tenuta a Roma una commemorazione ecumenica dei martiri del XX secolo, nel corso della quale Giovanni Paolo II ha affermato:
L'agenzia Fides, agenzia stampa del Vaticano parte della Congregazione per l'Evangelizzazione dei Popoli, pubblica ogni anno un elenco degli operatori pastorali rimasti uccisi, includendo sacerdoti, religiosi, seminaristi e volontari laici.

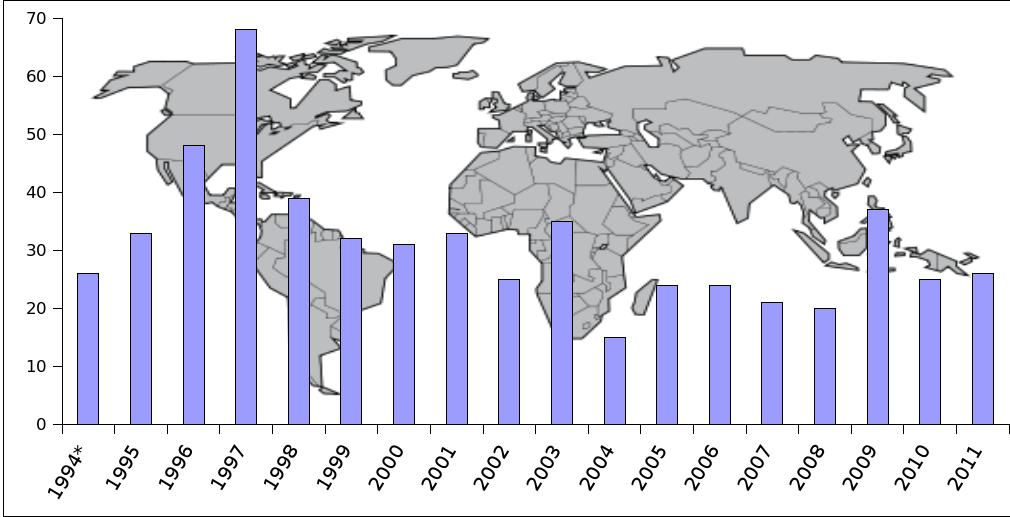
Missionari cattolici, sia religiosi sia laici, uccisi nel mondo dal 1994 al 2011 (dati Agenzia Fides).

### Missioni protestanti
L'Esercito della Salvezza (inglese Salvation Army) è la principale organizzazione missionaria protestante di origine metodista a livello mondiale, dopo la Chiesa Cattolica, fondata nel 1865 da William Booth a Londra con lo scopo di diffondere il Cristianesimo e portare aiuto ai bisognosi e che si dedica principalmente all'aiuto agli emarginati, senza tetto, alcolizzati, tossicodipendenti, prostitute. Nel 1887 l'Esercito della Salvezza arrivò in Italia. Nel mondo l'EdS ha stabilito moltissimi centri vacanze economici e ostelli della gioventu'. In Italia, a Bobbio Pellice e ad Ischia si trovano dei Centri Vacanze aperti a tutti. Inoltre l'EdS gestisce ospedali, scuole primarie, accademie teologiche, dormitori per senzatetto, mense economiche e luoghi di aggregazione culturali.
La Chiesa Valdese, come la Metropolitan Community Church (MCC) di Firenze che conduce un'opera missionaria particolare verso le comunità lesbiche, gay, bisessuali e transgender oltre ad occuparsi di giustizia sociale e salvaguardia del Creato, invece si impegna attivamente nella lotta all'omofobia e nel supporto alla comunità LGBT. Il dibattito sul tema dell'omosessualità avviene anche tramite la R.E.F.O. (Rete Evangelica Fede e Omosessualità,) e l'Associazione Fiumi d'acqua viva - Evangelici su Fede e Omosessualità". La benedizione delle coppie omoaffettive è stata approvata da un ordine del giorno del sinodo della Chiesa valdese il 26 agosto 2010 « laddove la chiesa locale abbia raggiunto un consenso maturo e rispettoso delle diverse posizioni »; l'orientamento è stato confermato nel corso del Sinodo 2011.
Per la Chiesa cristiana evangelica dei fratelli, invece, ci sono due comitati: il Brethren Educational Network, che si occupa dell'istruzione biblica, con centri di formazione e di discepolato e facoltà teologiche ed il Brethren International Network, che si occupa di mantenere contatti tra le assemblee nel mondo. Molte di queste si avvalgono dell'Ente Morale di Firenze per l'amministrazione dei loro locali di culto. L'Ente Morale amministra anche gli immobili che ospitano il  Centro Evangelico di Poggio Ubertini (Firenze), il Centro Bethel di Castelnuovo della Daunia (Foggia), il Centro Anziani di Casorzo (Asti). Il movimento dei Fratelli gestisce l'Opera Missionaria Evangelica dei Fratelli Italiani (OMEFI), che si occupa della missione all'estero, la casa editrice  Unione Cristiana Edizioni Bibliche (UCEB) con sede a Fondi (Latina) e l’ Istituto Biblico Evangelico Italiano (IBEI) di Roma Finocchio. Le assemblee "dei Fratelli" sostengono vari asili infantili e una residenza per anziani.
Il MMTC (Centro Training Missionario Manmin) è stato istituito per fornire un vasto programma di formazione interculturale e tutte le opportunità della Manmin Central Church per l'evangelizzazione del mondo. Essa ha commissionato più di 103 missionari in 22 paesi
In Italia, la Chiesa universale del regno di Dio di Roma, che si trova nella zona della Stazione Termini, opera tutti i giorni della settimana come “Centro d'Aiuto Spirituale” e “Comunità Cristiana dello Spirito Santo” così com'è denominata in Italia. A Firenze è visibile l'attività della branca caritativa Cuore d'Oro che va incontro ai più bisognosi distribuendo cibo e bevande.
La comunità della Chiesa evangelica della riconciliazione è impegnata su vari fronti sociali, come visite in ospedale, sostegno psicologico, cura d'anima, evangelizzazione, incontri infrasettimanali nelle case. Molte persone in ogni fascia di età sono impegnate in vari ministeri, impegni che scandiscono la vita della comunità stessa e portano crescita personale e collettiva. C'è una squadra di responsabili guidata dai pastori Ernesto Bretscher e Maurizio Nano, che insieme inseguono la conoscenza e la presenza di Dio nelle loro vite, e allo stesso tempo si adoperano per la crescita della chiesa, condividendo le loro stesse vite. Fra le sue iniziative l’Istituto di Studi Storici e Teologici “G. F. Alois” di Caserta, i programmi caritativi e sociali della Fondazione Emmaus e di SOS Terzo Mondo, le iniziative di preghiera interdenominazionale degli Intercessori per l'Italia. A fianco alla loro attività evangelistica avviano un'attività sociale in favore dei bambini di famiglie disagiate. il 28 luglio 2014 la Chiesa ha ospitato un importante e storico (per il mondo evangelico) incontro ecumenico con Papa Francesco (Bergoglio). ove le parole del Papa ai pentecostali sono state: "lo Spirito fa la diversità ma anche l'unità".
Riguardo ai battisti, grazie agli ingenti sforzi economici in loro favore da parte delle chiese battiste americane, sono giunti aiuti soprattutto di tipo assistenziale-pastorale, oltre che diretti all'evangelizzazione. Il numero dei membri di chiesa raddoppia e così il numero dei pastori. Si apre l'istituto G.B.Taylor di Roma con un orfanotrofio ed una casa di riposo. Viene aperta la nuova scuola teologica di Rivoli (in provincia di Torino) e la scuola femminile di Villa Betania a Roma. Si costruiscono i centri giovanili di Santa Severa e Rocca di Papa (entrambe in provincia di Roma) e nel 1956 nasce l'Unione cristiana evangelica battista d'Italia
Fra le opere sociali create e amministrate dalla comunità metodista si contano numerose scuole, ospedali e centri di accoglienza in moltissimi paesi del mondo.

## Missionari in religioni non cristiane

### Islam
L'Islam, la seconda più diffusa religione al mondo dopo il Cristianesimo, si è diffuso rapidamente dalla Penisola arabica insieme agli esploratori, i mercanti e le carovane oltre che durante le successive conquiste militari della Spagna, dell'Ifriqiya e del Vicino Oriente.
Nell'epoca considerata aurea dell'Islam (VII-X secolo), i numerosi movimenti eterodossi hanno cercato senza requie di convincere i musulmani ad abbracciare la loro peculiare visione dell'Islam. In particolare furono attivi, tra l'VIII e il XII secolo, gli Ismailiti, coordinati da un capo-propagandista (dāʿī al-duʿāt) che risiedeva al Cairo e che era sottoposto alle direttive e al controllo dell'Imam fatimide in persona.
Altri tipi di missionari/propagandisti di notevole rilevanza storica e dottrinale per i temi sociali che trattavano furono quelli kharigiti, specialmente attivi tra i Berberi delle regioni nordafricane.
Nel XX secolo alcuni governi musulmani (innanzi tutto l'Arabia Saudita) hanno cominciato a fornire fondi ad organizzazioni islamiche per l'apertura di madrasse (o scuole islamiche) e moschee anche in paesi a maggioranza non-musulmana. I fondi sono utilizzati anche per promuovere lo sviluppo economico. L'emigrazione dai paesi islamici ha consentito all'Islam di diventare la più importante minoranza religiosa in Europa.

### Ahmadiyya
Il gruppo Ahmadiyya, oltre ad essere attivo nella formazione religiosa e culturale dei suoi componenti, è anche molto attivo nel servizio dell'umanità in generale. Dovunque il movimento si sia stabilito, cerca di esercitare un'influenza costruttiva dell'Islam attraverso progetti sociali, istituti educativi, servizi medico-sanitari, pubblicazioni islamiche e 
costruzione di moschee, malgrado la persecuzione di cui sono vittime gli Ahmadi in alcuni paesi. Il movimento ha dato vita all'organizzazione 
umanitaria “Humanity First”, che svolge missioni umanitarie in vari paesi (Bosnia, Kosovo, nella giapponese Kōbe, nell'indonesiana Aceh, nel Kashmir pakistano e in altri Paesi ancora).

### Bahá'i
I bahá'í hanno avviato numerosi progetti di sviluppo economico e sociale in varie parti del mondo.

### Ebraismo
In tempi antichi, il patriarca ebraico Abramo e la moglie Sara erano considerati come i principali ruoli modello per "convertire" le masse al monoteismo basato sui versi della Genesi:
"Le persone che lì si erano procurate" viene usato per indicare le persone che Abramo e Sara avevano convertito all'Ebraismo adorato da loro stessi.
Inoltre c'è l'esempio della conversione della donna moabita Rut come sta scritto nel Libro di Rut. Tale conversione è indicata come precedente per le conversioni moderne.
In epoca moderna, i maestri ebraici hanno ripudiato la proselitizzazione dei gentili allo scopo di convertirli. la ragione di ciò è che i gentili hanno già una relazione completa con Dio tramite il patto noachico (si veda legge noachica). Non c'è quindi bisogno per essi di diventare ebrei, cosa che richiede loro più lavoro. Inoltre, l'ebraismo sposa un concetto di "qualità" e non di "quantità". È più importante agli occhi degli ebrei di avere convertiti che sono completamente impegnati nell'osservare la legge ebraica, che avere convertiti che violeranno il patto abramitico al quale sono appena stati iniziati.
Tuttavia, molti gruppi religiosi ebrei incoraggiano il "raggiungimento" di ebrei ormai fuori dal loro contesto culturale a causa di assimilazione o matrimonio misto.
Il movimento incoraggia gli ebrei ad essere più osservanti della Legge religiosa ebraica (halakha). Coloro che diventano religiosi sono chiamati Baal teshuvas. Il vasto gruppo giudaico Hasidic, noto anche come Chabad Lubavitch ha promosso tale "raggiungimento" su scala mondiale. Altri gruppi come il National Jewish Outreach Program fanno altrettanto in Nord America.
Recentemente, membri del movimento American Reform (Ebraismo riformato), hanno dato inizio ad un programma per convertire l Giudaismo, gli sposi non ebrei nei matrimoni misti e i non ebrei interessati al giudaismo.
La loro ragione è che, dato il grande numero di perdite dovute all'Olocausto, i nuovi venuti devono essere cercati e accolti. Questo approccio è stato ripudiato dal Giudaismo ortodosso e dagli ebrei conservatori come irrealistico e pericoloso.
Sostengono che questi sforzi facciano credere che il giudaismo sia una religione aperta a tutti e facile da osservare, quando l'essere ebrei comporta molte difficoltà e sacrifici.
Tuttavia, queste pratiche di conversione attiva non appaiono essere più attuali e sebbene ci possa essere stata una pubblica conoscenza di esse, non sembra essere rappresentativa in pieno dell'Ebraismo riformato.

### Missionari Vaishnava Vedantisti
L'ISKCON è gestita dalla Governing Body Commission (GBC), creata da A.C. Bhaktivedanta Swami Prabhupada nel 1970 affinché dapprima lo affiancasse nella gestione organizzativa, e perché amministrasse l'ISKCON dopo la sua morte, per garantirne la crescita ed il successo della missione. Nel 1972 viene creata la BBT - Bhaktivedanta Book Trust, una casa editrice impegnata nella diffusione delle opere di Prabhupada e della letteratura vaishnava, che pubblica in sessanta lingue diverse, la cui sede centrale è a Los Angeles. Ispirato e in parte finanziato dall'ISKCON, Food for life è un programma che si occupa della distribuzione di pasti vegetariani e di altre iniziative benefiche, quali la creazione di scuole, la protezione delle vedove, il soccorso alle vittime di disastri naturali, adozioni a distanza, ecc.

## Nuove religioni
Alcune religioni e nuovi movimenti religiosi nati in epoche recenti favoriscono la vocazione missionaria in tutti i loro fedeli.

### Missionari degli avventisti del settimo giorno
L'Agenzia Avventista di Soccorso e di Sostegno allo Sviluppo, ADRA, che è legata alla Chiesa cristiana avventista del settimo giorno, è presente in oltre 120 paesi e assiste ogni anno oltre 15 milioni di persone. Nell'Africa centro-orientale, il Congo è un Paese con una significativa presenza avventista. Infatti, nel territorio congolese vi sono ben 626 chiese avventiste con circa 328 000 membri adulti battezzati.
La Chiesa avventista del 7º giorno in Congo appartiene all'area geografica dell'Africa centro-orientale dove ci sono 805 scuole elementari, 303 scuole superiori, 6 college e università (a Lukanga c'è una università avventista che rilascia lauree su scienze teologiche e dell'educazione, gestione e informatica, salute pubblica, master in educazione). Inoltre, nel territorio del Congo esiste anche un ospedale e un lebbrosario, oltre a diverse cliniche, ambulatori e centri medici, tutti gestiti dalla Chiesa avventista del 7º giorno.

### Missionari della chiesa avventista del riposo sabatico
La Chiesa avventista del riposo sabatico opera in Swaziland e in Zambia ove ci sono molte scuole di campagna, mentre in Tanzania c'è una grande casa per gli orfani. In Germania, la sede principale di Dickendorf ospita una sala riunioni, un centro medico con la consulenza e rimedi naturali, e camere dove gli anziani e i malati sono curati. Un negozio di alimenti naturali distribuisce propri prodotti freschi e da forno, nonché prodotti di altri fornitori. In Nuova Zelanda la Chiesa gestisce una comunità e una scuola dell'infanzia con annesso un centro di educazione che gode di un riconoscimento ufficiale da parte del governo neozelandese. Le altre attività comprendono la fornitura della zona, con una gamma di prodotti alimentari biologici e corsi in materia di salute e omeopatia. La chiesa offre anche prodotti di erboristeria per comunità locali

### Missionari della chiesa cristiana avventista
La Conferenza generale della Chiesa cristiana avventista collabora per le missioni mondiali, la formazione universitaria privata nella Aurora University di Aurora (Illinois) di proprietà della Chiesa cristiana avventista, la diffusione delle varie pubblicazioni della ACGC Publications Advent Christian General Conference, le case ed i molti campi della vita cristiana in genere. La Conferenza generale della Chiesa cristiana avventista si riunisce ogni tre anni

### Missionari dei testimoni di Geova
I testimoni di Geova spendono gran parte del loro tempo testimoniando le loro dottrine nella loro zona di residenza, a seconda delle leggi delle varie nazioni, e ciò avviene predicando di casa in casa e in tutti i luoghi ove vi siano persone, distribuendo le riviste "La torre di guardia" e "Svegliatevi!". Questo servizio non è definito missionario ma pionieristico.
I "pionieri" che si spostano in terre straniere hanno anche il compito di aprire nuove "congregazioni" e predisporre la costruzione di "sale del Regno". Al fine di prepararli a questo compito, esiste un addestramento semestrale per i volontari, che si chiama "Scuola di Galaad". I pionieri non riceverebbero stipendio per la loro opera di testimonianza, seppure i bisogni fondamentali dei pionieri all'estero vengono sostenuti dall'associazione mondiale dei testimoni di Geova.
Vengono anche aperti "gruppi multilingue", ed i pionieri che aderiscono a sostegno di queste "congregazioni" di lingua straniera ne imparano la lingua.
Essi autodefiniscono "cristiani" sé stessi ed i loro insegnamenti, ma non sono riconosciuti come tali da nessuna delle altre Chiese cristiane (cattolici, ortodossi, protestanti, Chiese orientali etc.) e non fanno parte del Consiglio ecumenico delle Chiese, l'organo principale che raduna le differenti Chiese cristiane nel mondo.

### Missionari della chiesa di Gesù Cristo dei santi degli ultimi giorni
I Mormoni sono attivi praticanti moderni del lavoro missionario. Solo tra i 19 e i 26 anni di età, sono incoraggiati a imbarcarsi in una missione biennale di proselitismo a tempo pieno. Questa viene solitamente prestata in una nazione estera o in un'area diversa del paese, rispetto a quella in cui vive il missionario. Anche giovani donne e coppie di pensionati possono servire in questo tipo di missione.
I missionari solitamente passano uno o due mesi nel Centro di Addestramento missionario di Provo, nello Utah, o in altri centri sparsi nel mondo, studiando le scritture, imparando nuove lingue, e preparandosi in generale alla cultura nella quale andranno a vivere. La chiesa dei santi degli ultimi giorni ha circa 60.000 missionari in tutto il mondo.

### Missionari del Cristianesimo Scientista
La missione dichiarata del Cristianesimo scientista è quella di "ripristinare il cristianesimo primitivo ed il suo elemento perduto di guarigione".

### Missionari di Vita Universale
La missione dichiarata di Vita Universale è quella di ripristinare il Cristianesimo originario promuovendo attivamente il vegetarianismo e l'osservanza dei Dieci comandamenti di Dio e del Discorso della montagna di Gesù di Nazaret.

## Effetti sociali dei missionari

### Critiche
Nel passato i missionari cristiani sono stati parte integrante del colonialismo, ad esempio durante la colonizzazione europea delle Americhe, dell'Africa e dell'Asia; a volte il risultato è stata la distruzione di intere arcaiche culture, religioni e tradizioni dei popoli conquistati. Si sono spesso verificati dei conflitti tra i missionari e i nuovi convertiti, per la proibizione della partecipazione a riti che fanno parte della cultura locale.